# Tigre de San Rafael
Tigre de San Rafael är en ort i Mexiko.   Den ligger i kommunen Guadalupe y Calvo och delstaten Chihuahua, i den nordvästra delen av landet, 1 100 km nordväst om huvudstaden Mexico City. Tigre de San Rafael ligger 1 019 meter över havet och antalet invånare är 186.
Terrängen runt Tigre de San Rafael är kuperad åt sydväst, men åt nordost är den bergig. Tigre de San Rafael ligger nere i en dal. Runt Tigre de San Rafael är det mycket glesbefolkat, med 6 invånare per kvadratkilometer. Närmaste större samhälle är San Simón, 4,7 km sydost om Tigre de San Rafael. I omgivningarna runt Tigre de San Rafael växer huvudsakligen savannskog.